# Kessarin Ektawatkul
Kessarin Ektawatkul (เกศริน เอกธวัชกุล ; 31 augustus 1981) is een  Thaise actrice en taekwondoka. In Thailand wordt zij doorgaans Nui (นุ้ย) genoemd. Zij begon in 2004 met acteren in de film Born to Fight. Hierna speelde zij nog meerdere rollen in Thaissprekende films.

## Filmografie
- 2004: Born to Fight
- 2006: Dangerous Flowers (Chai Lai Angels)
- 2008: Somtum (Muay Thai Giant)
- 2009: Final Target (The Vanquisher)[2][3]
- 2014: Vengeance of an Assassin